# آن سیدنی
 آن سیدنی (انگلیسی: Ann Sydney؛ زادهٔ ۱۹۴۴) یک مانکن (فرد) اهل بریتانیا است. 